# Jasna (wieś)
Jasna (niem. Lichtfelde, dawniej Świetliki) – wieś w Polsce położona na pograniczu Powiśla i Żuław Elbląskich w województwie pomorskim, w powiecie sztumskim, w gminie Dzierzgoń. Wieś jest siedzibą sołectwa „Jasna” w którego skład wchodzą również miejscowości Chartowo, Kamienna Góra i Lisi Las.
Wieś szlachecka położona była w II połowie XVI wieku w województwie malborskim. W latach 1945–1954 roku miejscowość była siedzibą gminy Jasna. W latach 1975–1998 miejscowość administracyjnie należała do województwa elbląskiego.

## Historia

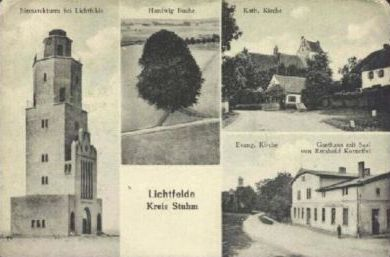
Jasna na początku XX w

Wieś założona w 1354 roku przez komtura dzierzgońskiego Helwicusa de Goltbach. W 1915 roku na pobliskiej Lisiej Górze Wieżę Bismarcka (zniszczoną w 1951 roku). W Jasnej była stacja końcowa kolejki wąskotorowej Świetliki  łączącej tereny rolnicze (buraczane) z cukrownią Stare Pole (linię zlikwidowano w roku 1967). Do końca lat 50. we wsi stał szachulcowy kościół ewangelicki.
Osobliwością Jasnej był tzw. buk Hartwicha na Lisiej Górze (niem. Waldberg). W 1813 miejscowy pastor Friedrich Hartwich żegnał tutaj swoich dwóch synów wyruszających na wojnę z Napoleonem. Od tego czasu tradycją stało żegnanie w tym miejscu idących do wojska chłopców przez swoje panny.

## Zabytki
Według rejestru zabytków NID na listę zabytków wpisany jest kościół filialny pw. Świętej Trójcy, 1320-1330, 1880-1881, nr rej.: A-308 z 13.08.1962.
Kościół pw. Trójcy Przenajświętszej, gotycki z cegły, zbudowany w l.1320-1330, odbudowany ok. 1673 r. Jednonawowy z wieżą frontową, rozbudowany szczyt tylny. Od frontu wysoka wieża o czterech kondygnacjach, jej dach jest osłonięty wolutowymi szczytami, przebita portalem o czterech uskokach. Na ścianach bocznych naprzemiennie okna i blendy, w prezbiterium rozbudowane sklepienie gwiaździste. Wystrój świątyni barokowy